# Mitt kvarter
Mitt kvarter är The Latin Kings tredje musikalbum, utgivet 2000. Producerad och arrangerad av The Latin Kings.

## Låtlista
1. TLK Live (1.39)
2. Skön våg (4.18), gäst: Daddy Boastin
3. Carlito (0.17)
4. Mitt kvarter (5.19), gäst: Jukka Tolonen
5. Blend dom (4.09), gäst: Daddy Boastin
6. De e knas (4.21)
7. Läppar (4.34), gäst: Nang Shubang
8. El Socio (0.46)
9. Kåken (3.51)
10. Va e mina cash (3.40)
11. Fördomar 2 (1.51)
12. Ainaziz (4.39), gäst: Fille Danza & Fittja Chrille
13. Diggar din stil (3.03)
14. Brorsans dikt (0.29), gäst: Brorsan
15. Nånting som fattas (3.58), gäst: Max & Jukka Tolonen

## Listplaceringar
| Lista (2000-2001) | Topplacering |
| ----------------- | ------------ |
| Sverige           | 9            |

### Fotnoter
1. ↑  ”Mitt kvarter”. Hitparad. 2000-2001. http://hitparad.se/showitem.asp?interpret=The+Latin+Kings&titel=Mitt+kvarter&cat=a. Läst 23 maj 2011.